# Vauchamps (Marna)
Vauchamps è un comune francese di 331 abitanti situato nel dipartimento della Marna nella regione del Grand Est. Nel 1814, durante la guerre napoleoniche, la città fu teatro di una battaglia fra l'esercito francese guidato da Napoleone e gli eserciti della coalizione antifrancese e lo scontro vide la vittoria dei francesi.

## Società

### Evoluzione demografica
Abitanti censiti